# خورشیدگرفتگی ۲۵ مه ۱۸۰۸
خورشیدگرفتگی ۲۵ مه ۱۸۰۸ (به انگلیسی: Solar eclipse of 25 May 1808) یک خورشیدگرفتگی از نوع خورشیدگرفتگی جزئی بود. این خورشیدگرفتگی در تاریخ  ۲۵ مه ۱۸۰۸ روی داد که زمان اوج آن، ساعت ۱۱:۰۲:۳۵ به‌وقت ساعت هماهنگ جهانی بوده‌است.